# 丁卯街道
丁卯街道，是中华人民共和国江苏省鎮江市京口区下辖的一个乡镇级行政单位。

## 行政区划
丁卯街道下辖以下地区：
丁卯社区、马家山社区、谷阳新村社区、戴家巷社区、潘宗社区、武将社区、张许村、渣泽村、横山村和凤凰村。